# Droździenica (gromada)
Droździenica – dawna gromada, czyli najmniejsza jednostka podziału terytorialnego Polskiej Rzeczypospolitej Ludowej w latach 1954–1972.
Gromady, z gromadzkimi radami narodowymi (GRN) jako organami władzy najniższego stopnia na wsi, funkcjonowały od reformy reorganizującej administrację wiejską przeprowadzonej jesienią 1954 do momentu ich zniesienia z dniem 1 stycznia 1973, tym samym wypierając organizację gminną w latach 1954–1972.
Gromadę Droździenica z siedzibą GRN w Droździenicy (w obecnym brzmieniu Drożdzienica) utworzono – jako jedną z 8759 gromad na obszarze Polski – w powiecie tucholskim w woj. bydgoskim, na mocy uchwały nr 24/15 WRN w Bydgoszczy z dnia 5 października 1954. W skład jednostki weszły obszary dotychczasowych gromad Droździenica, Pamiętowo i Przymuszewo ze zniesionej gminy Kęsowo w tymże powiecie.
1 stycznia 1955 gromadę włączono do powiatu sępoleńskiego w tymże województwie, gdzie ustalono dla niej 11 członków gromadzkiej rady narodowej.
1 stycznia 1958 gromadę włączono z powrotem do powiatu tucholskiego.
Gromadę zniesiono 1 stycznia 1959, a jej obszar włączono do gromady Kęsowo w tymże powiecie.